# Félix Faure
François Félix Faure (París, Francia, 30 de enero de 1841-París, 16 de febrero de 1899) fue un político francés. Fue el 6.° presidente de la Tercera República Francesa desde 1895 hasta su muerte en 1899.

## Biografía
Félix Faure nació en París, hijo de un pequeño carpintero. Habiendo comenzado como curtidor y mercader en Le Havre, consiguiendo una fortuna considerable. Fue elegido para la Asamblea Nacional el 21 de agosto de 1881, tomando escaño por la izquierda e interesándose principalmente por los temas concernientes a la economía, ferrocarril y marina. En noviembre de 1882 se convirtió en secretario de Colonias durante el mandado de Ferry, permaneciendo en el mismo hasta 1885. Tuvo el mismo puesto durante el ministerio de Tirard en 1888, y en 1893 fue elegido vicepresidente de la cámara.
En 1894 obtuvo el cargo de ministro de Marina en la administración de Charles Dupuy. Al enero siguiente fue elegido de manera inesperada presidente de la República tras la renuncia de Jean Casimir-Perier y gracias al apoyo de la derecha y de los moderados, a costa de Henry Brisson, que había obtenido más votos en la primera vuelta pero no había obtenido la mayoría necesaria.  Durante su presidencia fue reforzada la alianza francorrusa, se concedió la amnistía al movimiento anarquista (permitiendo el regreso desde Inglaterra de algunos famosos anarquistas, como Émile Pouget), se conquistó Madagascar y se produjo durante el final de su mandato el caso Dreyfus. La carta escrita por el famoso literato Èmile Zola (J’accuse…!) acusando a diferentes altos cargos militares por el injusto encarcelamiento de Alfred Dreyfus y publicada el 13 de enero de 1898 en el diario L´Aurore estaba dirigida a Félix Faure al encontrarse en la presidencia.
En 1897, conoció a Marguerite Steinheil, la cual se convirtió en su amante. Esta aventura escandalosa fue el subjeto de obras de ficción como La amante del presidente de Jean-Pierre Sinapi.

## Muerte
Murió repentinamente de una apoplejía el 16 de febrero de 1899, en una coyuntura salpicada por la relación mantenida durante su mandato con Marguerite Steinheil. Las circunstancias de su muerte fueron aprovechadas por sus adversarios políticos para realizar juegos de palabras, como llamar a Marguerite la pompa fúnebre (en francés se trata de un juego de palabras que puede significar tanto "enterrador" como "mamada de funeral"), como también fue el caso de Clemenceau, el cual dijo a modo de epitafio sobre Faure: "Deseó ser como César, pero terminó como Pompeyo" y donde el verbo pomper en argot significa sexo oral.